# Kénédougou (tỉnh)
Kénédougou là một trong 45 tỉnh của Burkina Faso, tọa lạc ở vùng Hauts-Bassins.
Thủ phủ là Orodara.
Kenedougou được chia thành 10 tổng:
- Djigouera
- Koloko
- Kourignon
- Kourouma
- Morolaba
- N'dorola
- Orodara
- Samoghohiri
- Samorogouan
- Sindo